# Das Leben meiner Mutter
Das Leben meiner Mutter ist ein autobiographischer Roman des bayerischen Schriftstellers Oskar Maria Graf (1894–1967). 

## Allgemeines
Der Roman wurde 1940 zuerst auf Englisch und 1946 auf Deutsch veröffentlicht. Er umfasst die Zeit von der Geburt von Therese (Resl) Heimrath, Grafs Mutter, im Jahre 1857 bis zu deren Tod 1934. 
Der Roman erzählt im Wesentlichen das Leben von Grafs Eltern, seiner Mutter Resl und seines Vaters Max Graf, sowie von Graf selbst und seinen Geschwistern. Er schrieb den ersten Teil in Brünn (Tschechoslowakei) und den zweiten in New York City und in Yaddo (Saratoga Springs). Das ein-seitige Vorwort aus dem Erscheinungsjahr 1940 beendet er mit der Feststellung, dass es sein könnte, dass mit diesem Buch „das Leben der Mütter in allen Ländern erzählt worden“ sei. Darüber hinaus ist der Roman auch eine genaue Darstellung des dörflichen Lebens rund um Berg am Starnberger See und dessen sozialer Struktur in Oberbayern zu dieser Zeit.

## Formaler Aufbau
Der Roman besteht aus zwei etwa gleich langen Teilen: Der erste Teil heißt Menschen der Heimat, der zweite Teil Mutter und Sohn. Der erste Teil besteht wiederum aus 16 Kapiteln, der zweite Teil aus 18. Dazu gibt es noch vor dem ersten Teil ein Vorwort von Graf selbst. Grundform des Romans sind wie für Graf typisch aneinandergereihte Erzählungen von Vorfällen verschiedenster Art. Hinzu kommen gerade im ersten Teil noch einige historische Exkurse, insbesondere zu König Ludwig II. von Bayern.

## Inhalt

### Erster Teil: Menschen der Heimat
Der erste Teil beinhaltet im Wesentlichen die Biographien von Grafs Eltern bis zu seiner eigenen Geburt und damit den Zeitrahmen von 1857 bis 1894. 

#### 1. Kapitel: Verwickelte Fäden
Hier erzählt Oskar Maria Graf die Geschichte der Geburt von Resl Heimrath. Er beschreibt die Gegend um ihren Geburtsort Aufhausen bei Aufkirchen in der Gegend um Berg und auch die Situation des Hofes und der Familie Heimrath. Dazu blickt er auch in die Vergangenheit der Gegend zurück, etwa zur Zeit des Dreißigjährigen Krieges. 

#### 2. Kapitel: Begebenheiten
Im zweiten Kapitel stellt Graf die Tagesabläufe der Heimraths und das Arbeitswesen auf dem Heimrathhof dar. Er erzählt die Episode vom Tod von Resls Vater Ferdinand und wie der Jani Hans als sogenannter Baumeister eingestellt wird, um den verstorbenen Vater bei der Arbeit auf dem Feld zu ersetzen. Graf berichtet auch vom Ausbruch des Kriegs gegen Frankreich.

#### 3. Kapitel: Ein ungelöstes Rätsel
Hier geht Graf intensiv auf das Schloss Berg und dessen Eigentümer König Ludwig II. ein. Er schildert auch, wie alle wehrtauglichen Männer, also ein großer Teil der arbeitsfähigen Männer in den Krieg geschickt werden müssen. 

#### 4. Kapitel: Schwere Zeiten
Aufgrund des Krieges wird die Arbeit härter, die stärksten Pferde etwa werden zusätzlich zu den Männern für den Krieg ausgemustert. Graf schildert dann, wie die Bauern die Gründung des Kaiserreichs und die Wahl von Wilhelm I. erleben. 
Graf erzählt auch davon wie der Jani Hans die Baumeisterstelle bei den Heimraths aufgibt, nachdem die Mutter Resls eine Heirat mit ihm ablehnt. 

#### 5. Kapitel: Veränderungen
Graf führt den Leser in die Familie Graf ein, die damals noch ärmlich in Berg wohnt, denn der Stellmacher-Beruf von Grafs Großvater ist nicht besonders ertragreich. Graf schildert auch von Kastenjakl, einem Onkel von Oskar Maria Grafs Vater, und dessen Baupläne.

#### 6. Kapitel: Die Alten und die Jungen
Hier erzählt Graf davon, wie sein Vater Max Graf gegen alle Widerstände, auch die seiner eigenen Familie, eine Bäckerei aufbaut. Er beschreibt das Unverständnis der Dorfbewohner darüber, die der Überzeugung sind, dass es keine Bäckerei bräuchte, da alle ihr Brot sowieso selbst backen. Dennoch kommt Max mit seinen Backwaren erstaunlich gut an.

### Zweiter Teil: Mutter und Sohn
Der zweite Teil des Buches ist dann die Autobiographie Oskar Maria Grafs selbst, allerdings erzählt er zumindest teilweise auch die Biographien seiner Geschwister nach. Besonderen Bezug nimmt er hier natürlich auch zu seiner Mutter und seinem Verhältnis zu ihr. Der Zeitrahmen erstreckt sich von 1894 bis 1934. 

#### 1. Kapitel: Die Entdeckung der Mutter
Im ersten Kapitel des zweiten Teils des Romans schildert Graf zuerst den Mord an der Kaiserin Elisabeth von Österreich. Er erzählt dann vom Tod des elften Kindes seiner Eltern und von der Krankheit seiner Mutter Resl. Schließlich berichtet er davon, dass sein ältester Bruder Maxl eine Lehrstelle in München bekommt. Sein Vater plant außerdem noch den Bau eines neuen Hauses und einer neuen und größeren Bäckerei.

#### 2. Kapitel: Ein Mord, ein Zwerg und die Zigeuner
Hier berichtet Graf vom Ausbau des Hauses und vom Mord am unter vielen Bauern beliebten Viehhändler Schlesinger. Darüber hinaus schildert er die Episode wie Zwerg, eine behinderte Schwester von Max Graf, von "Zigeunern" gestohlen und dann wieder zurückgeholt wird.

#### 3. Kapitel: Der Dollar an der Wand oder Schatten der Vergangenheit
Graf erzählt davon, wie das Haus fertiggestellt wird, und vom Beginn seiner eigenen Bäckerarbeit. Er berichtet von der Erfindung des elektrischen Lichts und vom Mord am Nachbarn Windel und stellt fest, wie gut die Bäckerei seines Vaters läuft. 

#### 4. Kapitel: Alltag und Feste
Hier schildert Oskar Maria Graf die Geschichte, wie sich der Bader bei Resl in der Bäckerei einen Strick kauft und sich dann damit erhängt, und berichtet auch davon, wie sein Bruder Maxl zum Militär muss.

#### 5. Kapitel: Abschied vom Vater
Im 5. Kapitel schildert Graf die Erfindung des Automobils und die Abneigung des Vaters dagegen, die sich darin ausdrückt, dass er auch leere Fahrzeuge beschimpft und sie als Teufelskarren bezeichnet. 
Weil auch das umgebaute Haus zu klein wird, muss die Kathl, eine Schwester des Vaters, ausziehen. 

#### 6. Kapitel: Ein Soldat kommt heim – ein Mann stirbt
Oskar Maria Graf berichtet hier von der Rückkehr seines Bruders Maxl vom Militärdienst nach Hause. Er hat sich durch das Militär zum Negativen verändert, spricht nur noch im Befehlston und will über alles bestimmen. Er entwickelt auch Pläne für eine Konditorei, zusätzlich zur Bäckerei. Dann stirbt erst die Kathl, und schließlich auch der Vater Max Graf, worauf sein ältester Sohn, eben Maxl, das Sagen in der Familie übernimmt.

#### 7. Kapitel: Die Familie zerbricht
Maxls militärisches Verhalten bringt die anderen älteren Geschwister gegen ihn auf. Sie können sich allerdings nicht gegen ihn wehren und so ziehen sie nacheinander aus, Eugen etwa geht nach Amerika, wie viele Leute in dieser Zeit. Auch einen Gesellen vertreibt Maxl durch sein Verhalten.

#### 8. Kapitel: Leni, die Magd
Graf beschreibt hier das gute Verhältnis zwischen der Magd Leni und der Mutter Resl, weil sie ähnliche Charakterzüge haben. Er selbst zeigt Leni, wenn auch erfolglos, seine Liebe zu ihr. Maxls geheime Affäre mit Moni fliegt auf, wegen der er wiederholt nach München gefahren ist. 
Oskar entwickelt den Berufswunsch, Tierarzt zu werden und stürzt sich in Fachliteratur, durch seinen Bruder Maurus entdeckt er Bücher für sich und versinkt geradezu in ihnen. Durch einen Bäckergesellen entwickelt Oskar zudem Interesse für die Sozialdemokratie. Seine Bücher allerdings muss er vor Maxl, der Büchergegner ist, verheimlichen. Als Maxl seine Bücher entdeckt, wird Oskar brutal verprügelt und flieht daraufhin siebzehnjährig nach München.

#### 9. Kapitel: Sinnlose Jahre
In München findet sich Graf nur schwierig zurecht, er findet Anschluss an die Schwabinger Bohème, und unternimmt vielfältige Versuche Arbeit zu finden, muss sich allerdings häufig mit Gelegenheitsjobs wie der Arbeit als Liftboy über Wasser halten. In Berg übernimmt unterdessen Maxl nach seiner Hochzeit mit Moni das Graf-Haus.

#### 10. Kapitel: ... und glauben, das wäre Größe!
Oskar freundet sich in München mit dem Kunstmaler Georg (Georg Schrimpf) an und fährt mit ihm für einige Monate in eine Anarchistenkolonie in der italienischen Schweiz beim Monte Verità. Er fängt an, erste Gedichte zu schreiben und diese, wenn auch meistens vergeblich, zu veröffentlichen. Nach dem Beginn des Ersten Weltkriegs wird Graf unfreiwillig eingezogen. Durch einen Brief seiner Schwester erfährt er vom Tod seines verhassten Bruders Maxl im Krieg. 

#### 11. Kapitel: Es knistert in der Stille
Beim Militär fängt Graf schnell an, das Soldatendasein ins Lächerliche zu ziehen, er bricht erst bei Befehlen in lautes Lachen aus und verweigert diese schließlich auch, und so verbringt er immer wieder Zeit in einer Zelle. Nach einem Besuch zu Hause beginnt Oskar eine geistige Krankheit zu simulieren, wird deshalb in ein Irrenhaus eingewiesen, tritt dort in den Hungerstreik und wird sodann als untauglich aus dem Militär entlassen. 

#### 12. Kapitel: Der große Irrtum
Hier beschreibt Graf die aufkommende Revolutionsstimmung in der Münchner Bevölkerung. Er schildert auch den Tod seiner geliebten Schwester Emma nach deren langer Krankheit.

#### 13. Kapitel: Die Eindringlinge
Die Bauern auf dem Land werden durch die immer stärker werdende Inflation reich. Bei der unter der Inflation leidenden Stadtbevölkerung sind sie unbeliebt. Seine Schwester Nanndl (Anna) geht in die USA, mit seinem Bruder Eugen, der auf Besuch aus den USA zu Hause ist, streitet sich Oskar über seine Zukunft.

#### 14. Kapitel: Schlechte Saat und bittere Ernte
Graf bemerkt auf Besuch in seinem Heimatort Berg viele Veränderungen, am stärksten die fortgeschrittene Präsenz des Nationalsozialismus. Unterdessen wird die Bäckerei verpachtet. Er schildert dann, wie er den Hitlerputsch und dessen Folgen in München miterlebt, außerdem trifft er sich nach langer Zeit wieder einmal mit der ehemaligen Magd Leni.

#### 15. Kapitel: Was bleibt? ... Die Hühner
Oskar Maria Graf berichtet hier von einer Operation seiner Mutter, von ihrer Genesung und von der Ausrufung des Heiligen Jahres durch den Papst.

#### 16. Kapitel: USA besucht uns
Hier erzählt er die Episode, wie sie und Eugen, der mit seiner Familie zu Besuch ist, nach Rom fahren, um den Papst zu sehen, von dem seine Mutter wegen seiner kümmerlichen Erscheinung enttäuscht ist. Grafs Bruder Maurus richtet in Berg ein Café ein. Oskar erfährt auch, dass er auf einer Suchliste der Nationalsozialisten steht.

#### 17. Kapitel: Ein Abschied
Graf schildert die immer häufigeren blutigen Zusammenstößen mit den Nationalsozialisten in München, weshalb er dann schließlich nach der Machtübernahme der Nazis nach Österreich flieht. Er bekommt dann noch einen letzten Brief von seiner Mutter.

#### 18. Kapitel: Epilog und Verklärung
Im Epilog beschreibt Oskar Maria Graf die Situation nach seiner Flucht, er schildert seine Reise in die Sowjetunion. Dann erzählt er davon, wie er durch einen Brief von Maurus vom Tod seiner Mutter erfährt, und wie er selbst, während er in Tiflis ist, die ganze Zeit an seine Mutter denken muss.

## Rezeption
Die Kritik reagierte überwiegend positiv auf den Roman: 

„Sein Blick liegt auf Menschen und Dingen, volkhaft stumpf, wie es scheint, scharfsichtig in Wahrheit, verschmitzt, in verstellter Blödheit und lässt sich nichts vormachen, von keiner Seite.“

„Was den amerikanischen Leser betrifft, so bin ich überzeugt, dass jene Kritiker Recht haben, die sagen, dass kein anderes Werk in den letzten Jahren ein klareres und durchdringenderes Licht auf die jüngste deutsche Geschichte wirft und auf das, was im deutschen Wesen gut und echt ist, als Graf’s Werk.“